# Eumorpha tupaci
Eumorpha tupaci är en fjärilsart som beskrevs av Kernbach 1962. Eumorpha tupaci ingår i släktet Eumorpha och familjen svärmare. Inga underarter finns listade i Catalogue of Life.